# Acutisoma cruciferum
Acutisoma cruciferum is een hooiwagen uit de familie Gonyleptidae. De wetenschappelijke naam van Acutisoma cruciferum gaat terug op Mello-Leitão.